# 金潤煥
金 潤煥（キム・ユヌァン、朝鮮語: 김윤환、1932年6月7日 - 2003年12月15日）は、大韓民国のジャーナリスト、政治家、詩人。第10・11・13・14・15代韓国国会議員、第14代文化公報部次官。盧泰愚とは慶北高等学校の同窓で、盧泰愚政権と金泳三政権の発足における中心的な人物であったことから、「キングメーカー」というあだ名がついていた。
本貫は善山金氏、号は虚舟（ホジュ、허주）。元国会議員の金東碩は父、金泰煥は弟。

## 経歴
日本統治時代の慶尚北道善山郡（現・亀尾市）出身。慶北大学校英文学科、オハイオ大学新聞大学院修了。慶北大学校在学中の4年生時には『広場で』で詩壇に登場した。卒業後は大邱日報記者、朝鮮日報政治部記者・駐日特派員・駐米特派員・編集局長代理、五常教育財団理事長、韓日議員連盟幹事長を歴任し、政界入り後は1979年に第10代総選挙で維新政友会議員として初当選し、以後計5回当選した。全斗煥政権末期には大統領政務第1首席秘書官、大統領秘書室長を務めた。1988年からは政務第1長官、1985年2月22日から1986年8月29日までは第14代文化公報部次官、1993年4月から1998年12月までは韓日議員連盟会長、民主自由党事務総長・代表委員、新韓国党代表委員、ハンナラ党副総裁、民主国民党代表最高委員を務めた。
金は1980年代末から90年代中盤までの盧泰愚政権と金泳三政権の発足に中心的な役割を果たした。金大中政権が誕生した1997年の大統領選挙には出馬しようとしたものの、途中で辞退し李会昌を支持したが、3度目の政権づくりには失敗した。しかし、2000年の第16代総選挙での公認の脱落により、金と李の関係がかなり悪化した。金は李に見捨てられたと主張し、何があっても次期大統領選挙で李を落選させると誓ったほど怒った。2002年の大統領選挙では金が「嶺南候補論」を主張し、李と対立したものの、選挙の直前には対立関係の解消と李への支持を表明した。
2003年12月6日午後10時ごろ、ソウル市瑞草区の自宅で腎臓がんの病状が悪化し昏睡状態となった。京畿道高陽市の病院に搬送されたが、意識が回復することなく15日午前10時50分に死去。享年71。